# Pierre de Bourbon-La Marche
Pierre de Bourbon, né en 1342, mort peu après le 6 avril 1362, fut comte de La Marche durant quelques jours en avril 1362.
Il est le fils de Jacques Ier, comte de La Marche, et de Jeanne de Châtillon-Saint-Pol.
Il combattait aux côtés de son père des compagnies de routiers, ces soldats de la Guerre de Cent Ans qui, sans engagements, ravageaient les campagnes. Il y eut une bataille en 1362 à Brignais, près de Lyon, où le père et le fils furent mortellement blessés. Pierre ne survécut que quelques jours à son père.
Lui succède comme comte de La Marche son frère Jean Ier de Bourbon-La Marche.